# Air Hitam (Ukui)
Air Hitam is een bestuurslaag in het regentschap Pelalawan van de provincie Riau, Indonesië. Air Hitam telt 3240 inwoners (volkstelling 2010).